# Bosc de Carreu

El Bosc de Carreu, respecte del terme d'Abella de la Conca

El Bosc de Carreu és un bosc del Pallars Jussà situat en el terme municipal d'Abella de la Conca. Està situat a la vall de Carreu, a la meitat sud de la vall, obaga, vessant septentrional de la serra de Carreu.
És un bosc espès a la part baixa, a prop del riu de Carreu, i es va esclarissant conforme va ascendint pel vessant de la Serra de Carreu.

## Etimologia
El topònim és modern, d'origen ja romànic i caràcter descriptiu: és el bosc de la vall de Carreu.